# Peter Inhoffen
Peter Inhoffen (* 29. Januar 1934 in Göttingen) ist ein deutscher Theologe.

## Leben
Nach dem Abitur 1952 am Martino-Katharineum Braunschweig studierte er von 1952 bis 1956 Jura in Freiburg, Cambridge und München und  ab 1956 Theologie in Freiburg und Paderborn. Heinrich Maria Janssen weihte ihn in Hildesheim am 8. Dezember 1961 zum Priester. Danach wirkte er zunächst als Kaplan in St. Joseph (Hannover). 1969 wurde er in Freiburg mit dem Thema Der Bischof und sein Helferkreis nach dem Zweiten Vatikanischen Konzil zum Doktor der Theologie promoviert. 1970 wurde er Domvikar in Hildesheim und war zugleich im Referat für Struktur- und Planungsfragen am dortigen Generalvikariat tätig. Nachdem er bereits 1973 einen Lehrauftrag für Moraltheologie an der Philosophisch-Theologischen Hochschule Fulda erhalten hatte, wurde er 1975 ordentlicher Professor für Moraltheologie, verbunden mit einem Lehrauftrag in christlicher Gesellschaftslehre. Von 1991 bis 2002 lehrte er als Professor für Moraltheologie an der Katholisch-Theologischen Fakultät der Karl-Franzens-Universität Graz. Er kehrte sodann nach Fulda zurück und arbeitet heute in der Seelsorge in Lüdermünd mit. 

## Schriften (Auswahl)
- Der Bischof und sein Helferkreis nach dem Zweiten Vatikanischen Konzil. Zur Neuordnung der Diözesankurie für die Ausübung des Apostolats. Bernward-Verlag, Hildesheim 1971, OCLC 463066400 (zugleich Dissertation, Freiburg im Breisgau 1969).
- Religion ohne Moral? (= Fuldaer Hochschulschriften. Band 10). Knecht, Frankfurt am Main 1990, ISBN 3-7820-0607-0.
- als Herausgeber: Demokratische Prozesse in den Kirchen? Konzilien, Synoden, Räte (= Theologie im kulturellen Dialog. Band 2). Verlag Styria, Graz/Wien/Köln 1998, ISBN 3-222-12638-0.
- Vom Ethos zur Ethik. Beiträge zu Moraltheologie und Sozialethik (= Grazer theologische Studien. Band 22). Inst. für Ökumenische Theologie und Patrologie, Graz 1999, ISBN 3-900797-22-6.
- Moraltheologie zwischen Recht und Ethik. Beiträge zu allgemeinen Fragen zu Ehe und Familie, zu Bioethik und zum Recht (= Theologie. Band 34). Lit, Berlin/Münster 2012, ISBN 978-3-643-11493-8.

## Forschungsschwerpunkte
Inhoffen befasst sich mit Wertethik, Fragen der Rechtsphilosophie, der ökumenischen Moral, der Kulturphilosophie, der Familienethik und der Genethik. 